# Бургон
Бургон (фр. Bourgon) насеље је и општина у западној Француској у региону Лоара, у департману Мајен која припада префектури Лавал.
По подацима из 2011. године у општини је живело 627 становника, а густина насељености је износила 29,9 становника/km². Општина се простире на површини од 20,97 km². Налази се на средњој надморској висини од 116 метара (максималној 188 m, а минималној 88 m).

## Демографија
| 1962. | 1968. | 1975. | 1982. | 1990. | 1999. | 2011. |
| ----- | ----- | ----- | ----- | ----- | ----- | ----- |
| 673   | 722   | 670   | 625   | 582   | 587   | 627   |

График промене броја становника у току последњих година